# Championnat de Finlande de football 1932
Navigation
Saison précédente Saison suivante
La saison 1932 du Championnat de Finlande de football était la 3e édition du championnat de première division en Finlande. Les huit meilleurs clubs du pays sont regroupés au sein d'un poule unique où chaque formation rencontre tous ses adversaires deux fois. Les deux derniers du classement en fin de saison sont relégués et remplacés par les deux meilleurs clubs de deuxième division.
C'est le HPS Helsinki qui remporte la compétition en terminant en tête de la poule. C'est le tout premier titre de champion de Finlande de l'histoire du club.

## Les 8 clubs participants
- HIFK
- TPS Turku
- VPS Vaasa
- Åbo IFK - Promu de D2
- HT Helsinki - Promu de D2
- HPS Helsinki
- KIF Helsinki
- Sudet Viipuri

## Compétition

### Classement
Le barème de points servant à établir le classement se décompose ainsi :
- Victoire : 2 points
- Match nul : 1 point
- Défaite : 0 point

| Rang | Équipe          | Pts | J  | G | N | P | Bp | Bc | Diff |
| ---- | --------------- | --- | -- | - | - | - | -- | -- | ---- |
| 1    | HPS Helsinki    | 20  | 14 | 8 | 4 | 2 | 49 | 26 | +23  |
| 2    | VPS Vaasa       | 19  | 14 | 8 | 3 | 3 | 51 | 35 | +16  |
| 3    | HIFK T          | 17  | 14 | 7 | 3 | 4 | 44 | 26 | +18  |
| 4    | TPS Turku       | 15  | 14 | 6 | 3 | 5 | 37 | 29 | +8   |
| 5    | Sudet Viipuri   | 13  | 14 | 6 | 1 | 7 | 32 | 36 | -4   |
| 6    | Åbo IFK P       | 10  | 14 | 5 | 0 | 9 | 20 | 45 | -25  |
| 7    | HT Helsinki P   | 9   | 14 | 4 | 1 | 9 | 27 | 44 | -17  |
| 8    | Kiffen Helsinki | 9   | 14 | 4 | 1 | 9 | 22 | 41 | -19  |

|  | Champion de Finlande 1932           |
|  | Relégation en deuxième division     |
|  | T : Tenant du titre P : Promu de D2 |

## Bilan de la saison
| Championnat de Finlande de football 1932 |                          |
| Champion                                 | HPS Helsinki (1er titre) |
| Promotions et relégations                |                          |
| Promus en Mestaruussarja                 | HJK Helsinki             |
| Promus en Mestaruussarja                 | Ekenäs IF                |
| Relégués en Ykkönen                      | HT Helsinki              |
| Relégués en Ykkönen                      | Kiffen Helsinki          |